# Comuna Buchin, Caraș-Severin
Buchin (în maghiară: Bökény, în germană: Krumpendorf, Bukin) este o comună în județul Caraș-Severin, Banat, România, formată din satele Buchin (reședința), Lindenfeld, Poiana, Prisian și Valea Timișului.

## Demografie
Componența etnică a comunei Buchin
     Români (83,75%)
     Alte etnii (0,69%)
     Necunoscută (15,56%)
Componența confesională a comunei Buchin
     Ortodocși (78,8%)
     Baptiști (2,57%)
     Penticostali (2,26%)
     Alte religii (0,44%)
     Necunoscută (15,93%)
Conform recensământului efectuat în 2021, populația comunei Buchin se ridică la 1.594 de locuitori, în scădere față de recensământul anterior din 2011, când fuseseră înregistrați 2.039 de locuitori. Majoritatea locuitorilor sunt români (83,75%), iar pentru 15,56% nu se cunoaște apartenența etnică. Din punct de vedere confesional, majoritatea locuitorilor sunt ortodocși (78,8%), cu minorități de baptiști (2,57%) și penticostali (2,26%), iar pentru 15,93% nu se cunoaște apartenența confesională.

## Politică și administrație
Comuna Buchin este administrată de un primar și un consiliu local compus din 11 consilieri. Primarul, Gheorghe Coilă[*], de la Partidul Social Democrat, este în funcție din 1996. Începând cu alegerile locale din 2024, consiliul local are următoarea componență pe partide politice:
|  | Partid                     | Consilieri | Componența Consiliului | Componența Consiliului | Componența Consiliului | Componența Consiliului | Componența Consiliului | Componența Consiliului |
|  | -------------------------- | ---------- | ---------------------- | ---------------------- | ---------------------- | ---------------------- | ---------------------- | ---------------------- |
|  | Partidul Social Democrat   | 6          |                        |                        |                        |                        |                        |                        |
|  | Partidul Mișcarea Populară | 2          |                        |                        |                        |                        |                        |                        |
|  | Partidul Național Liberal  | 2          |                        |                        |                        |                        |                        |                        |
|  | Liuba Petru-Ovidiu         | 1          |                        |                        |                        |                        |                        |                        |

## Atracții turistice
- Munții Țarcului
- Satul Lindenfeld